# Сеабра, Жозе Жоаким
Жозе Жоаким Сеабра (порт. José Joaquim Seabra, 21 августа 1855, Салвадор, Бразилия — 5 декабря 1942, Рио-де-Жанейро, Бразилия) — бразильский юрист и государственный деятель, и. о. министра иностранных дел Бразилии (1902), министр внутренних дел Бразилии (1902—1906).

## Биография
В 1877 г. окончил юридический факультет Федерального университета Пернамбуку, вскоре, пройдя строгий квалификационный отбор, получил должность прокурора Салвадора.
В 1899 г. был избран в состав бразильского парламента на последних выборах времен империи, в связи с провозглашением республики отказался от мандата и стал профессором политэкономии и директором школы права Федерального университета Пернамбуку. В следующем году избран депутатом Учредительного собрания от республиканцев, и вскоре после этого, вошёл в новый состав Палаты представителей. Находился в жесткой оппозиции администрации президента Флориану Пейшоту, требуя восстановления в должности Деодору да Фонсеки. Политик был депортирован в Цуцуи в Верхней Амазонии. Вскоре он был помилован, но, вернувшись к работе в Конгрессе, продолжил активную кампанию против правительства. Когда 6 сентября 1893 г. вспыхнуло восстание офицеров ВМС под командованием адмирала Куштодиу де Мело, он присоединился к повстанцам на борту корабля «Акидабан». После поражения мятежа, перенеся малярию, он перебрался в уругвайский Монтевидео, вернувшись на родину лишь по амнистии 1895 г. Его адвокатом в то время был Руй Барбоза, ставший впоследствии одним из его самых заметных конкурентов в баиянской и бразильской политике. В 1897 г. он был восстановлен в должности директора школы права Федерального университета Пернамбуку, что вызвало воодушевление у сотрудников и студентов. В том же году был он был избран федеральным депутатом от штата Баия. С 1898 по 1902 г. являлся лидером республиканского большинства в парламенте страны.
Его последний срок в качестве депутата парламента пришёлся на период с 1935 по 1937 гг.
В республиканской администрации президента Франсиску Алвиса занимал ключевые правительственные должности:
- ноябрь-декабрь 1902 г. — и. о. министра иностранных дел,
- 1902—1906 гг. — министр юстиции и внутренних дел Бразилии.

В 1910—1912 гг. находился на посту министра транспорта и общественных работ в кабинете президента Эрмеса да Фонсеки, также избирался в состав Сената (1917).
В 1912 г. был избран на должность губернатора провинции Баия во время драматических событий, когда в ходе противостояния консервативной и республиканской олигархических группировок правительственные войска осуществили бомбардировку столицы штата города Салвадор. Находился на этом посту до 1916 г., а затем вновь — с 1922 по 1924 гг. В 1922 г. оказался в числе губернаторов, опиравшихся на отделения Республиканской партии в штатах Риу-Гранди-ду-Сул, Рио-де-Жанейро, Пернамбуко и Баия, которые попытались воспротивиться выдвижению Артура Бернардиса на пост федерального президента. От этой оппозиционной группы он выдвигался на пост вице-президента страны. После подавления властями Минас-Жерайса и Сан-Паулу этого «бунта», вошедшего в бразильскую историографию как «республиканская реакция» («Reação Republicana»), был вынужден отправиться в изгнание в Европу, вернувшись в 1926 г., когда к власти пришёл Вашингтон Луис. В 1927 г. он был избран мэром муниципального совета федерального округа, а затем возглавил совет.
В период нахождения на посту губернатора проводил политику урбанизации, что привело к разрушению целого ряда исторических зданий: Дворца правительства с трехсотлетней историей, публичной библиотеки, здания театра Сан-Жуан и других. На полученный от британских банкиров кредит помимо реконструкции города была реализована программа развития дорожной. Кроме того, он создал официальную прессу и государственную Счетную палату.
В 1930 г. поддержал бразильскую революцию. Новой администрацией он был назначен судьей Специального суда Временного правительства. В 1932 г., однако, он расходится с лидерами революции. В 1933 г., после избрание в Палату депутатов, переходит в оппозицию. В следующем году политик подверг критики проект новой Конституции, по которой были назначены внеочередные выборы. На них он стал единственным победившим оппозиционным политиком от своего штата. В ноябре 1937 г. с провозглашением корпоративистской диктатуры Жетулиу Варгаса «Эстадо Ново» принял решение об уходе их политики, оставаясь при этом в непримиримой оппозиции к Варгасу.
В память о политике в его честь названы несколько объектов в штате Баия. В частности, в его честь был переименован баийский город Кампестре, который получил название Сеабра.